# Firehouse Subs
Firehouse Subs ist eine US-amerikanische Fastfoodkette, die auf Sandwiches spezialisiert ist. 
Sie wurde 1994 in Jacksonville von den ehemaligen Feuerwehrleuten Chris Sorensen und Robin Sorensen gegründet und betreibt über 1200 Restaurants in den USA und Kanada.
Die Kette ist seit 2021 Bestandteil von Restaurant Brands International.

## Geschichte
Am 10. Oktober 1994 eröffneten die beiden Brüder Chris Sorensen und Robin Sorensen das erste Firehouse Subs Restaurant Jacksonville.
Über die Jahre wurden mehrere Filialen in der Umgebung von Jacksonville geschaffen, bevor sich die Kette 1998 auch das erste Mal außerhalb von Florida ausbreitete.
Im Jahr 2000 wurde dann das Franchisingkonzept aufgegriffen.
2015 wurde das erste Restaurant in Kanada eröffnet.
Im Dezember 2021 wurde die Kette schließlich von Restaurant Brands International für eine Milliarde Dollar aufgekauft. 
Am 22. Juni 2023 eröffnete Firehouse Subs seinen ersten Standort außerhalb Nordamerikas in Zürich, Schweiz.

## Restaurantkonzept und Essen

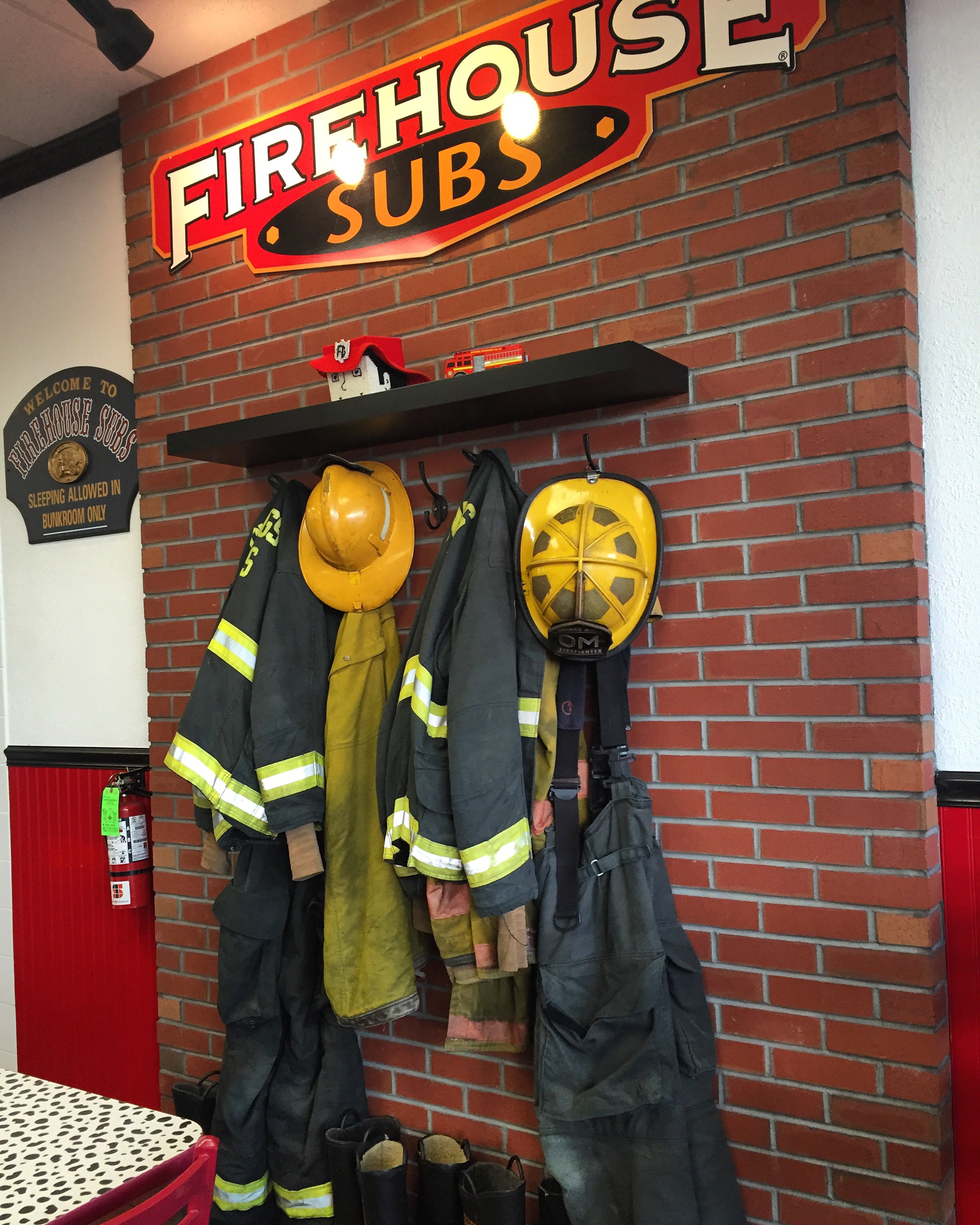
Dekoration in einer Filiale

Die Innenausstattung dieser Restaurants ist von Feuerwachen inspiriert und beherbergt verschiedene Feuerwehrgerätschaften als Dekoration. 
In jedem Lokal hängt ein einzigartiges Wandgemälde, welches im Hauptsitz des Unternehmens in Jacksonville hergestellt wurde. 
Die Sandwiches tragen Namen wie Hook & Ladder, Engineer oder Firehouse Hero und sind damit passend zum Thema Feuerwehr benannt.